# Luigi del Giudice (Maler)

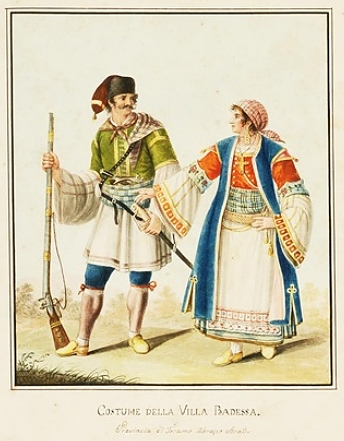
Arbëresh-Trachten in Villa Badessa

Luigi del Giudice (geboren vor 1777; gestorben nach 1811) war ein italienischer Zeichner und Maler.

## Leben
Über Luigi del Giudice ist nur wenig bekannt. Er studierte 1777 bei Giacomo (Jacopo) Cestaro an der Kunstakademie Neapel. Das Museo nazionale di San Martino in der Certosa di San Martino besitzt acht Kostümbilder aus dem Jahr 1811.